# Sauguis-Saint-Étienne
Sauguis-Saint-Étienne ist eine französische Gemeinde mit 169 Einwohnern (Stand 1. Januar 2022) im Département Pyrénées-Atlantiques in der Region Nouvelle-Aquitaine (vor 2016: Aquitanien). Die Gemeinde gehört zum Arrondissement Oloron-Sainte-Marie und zum Kanton Montagne Basque (bis 2015: Kanton Tardets-Sorholus).
Der Name in der baskischen Sprache lautet Zalgize-Doneztebe. Die Einwohner werden entsprechend Zalgiztar oder Doneztebear genannt.
Zalgize ist eine Ableitung des baskischen Worts Zalge (deutsch Lolch oder Weidelgras), Doneztebe ist das baskische Wort für Saint-Étienne, den Namen eines Heiligen, der das Baskenland christianisierte.

## Geographie
Sauguis-Saint-Étienne liegt ca. 25 km westlich von Oloron-Sainte-Marie in der historischen Provinz Soule im französischen Teil des Baskenlands.
Umgeben wird Sauguis-Saint-Étienne von den Nachbargemeinden:
| Menditte     |                                             | Roquiague |
|              | Kompassrose, die auf Nachbargemeinden zeigt | Barcus    |
| Ossas-Suhare | Trois-Villes                                |           |

Sauguis-Saint-Étienne liegt im Einzugsgebiet des Flusses Adour.
Zuflüsse des Gave d’Oloron durchqueren das Gebiet der Gemeinde,
- der Lausset, der in Sauguis-Saint-Étienne entspringt und hier auch Locé genannt wird, und
- der Saison mit seinen Nebenflüssen,
  - dem Ruisseau Guéchala und
  - dem Ibarra Erreka mit seinen Nebenflüssen,

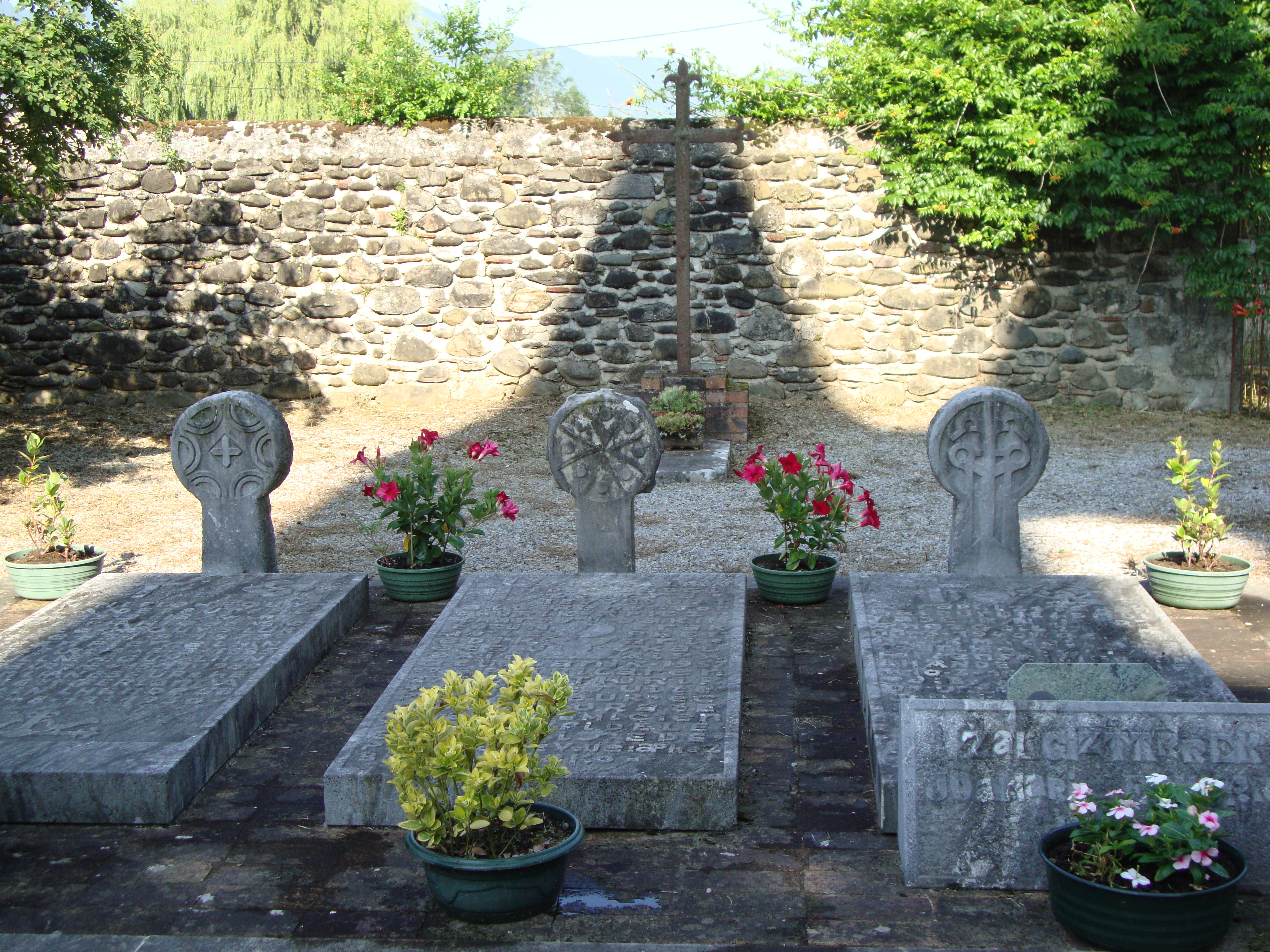
Scheibenförmige Grabstelen auf dem Friedhof von Sauguis

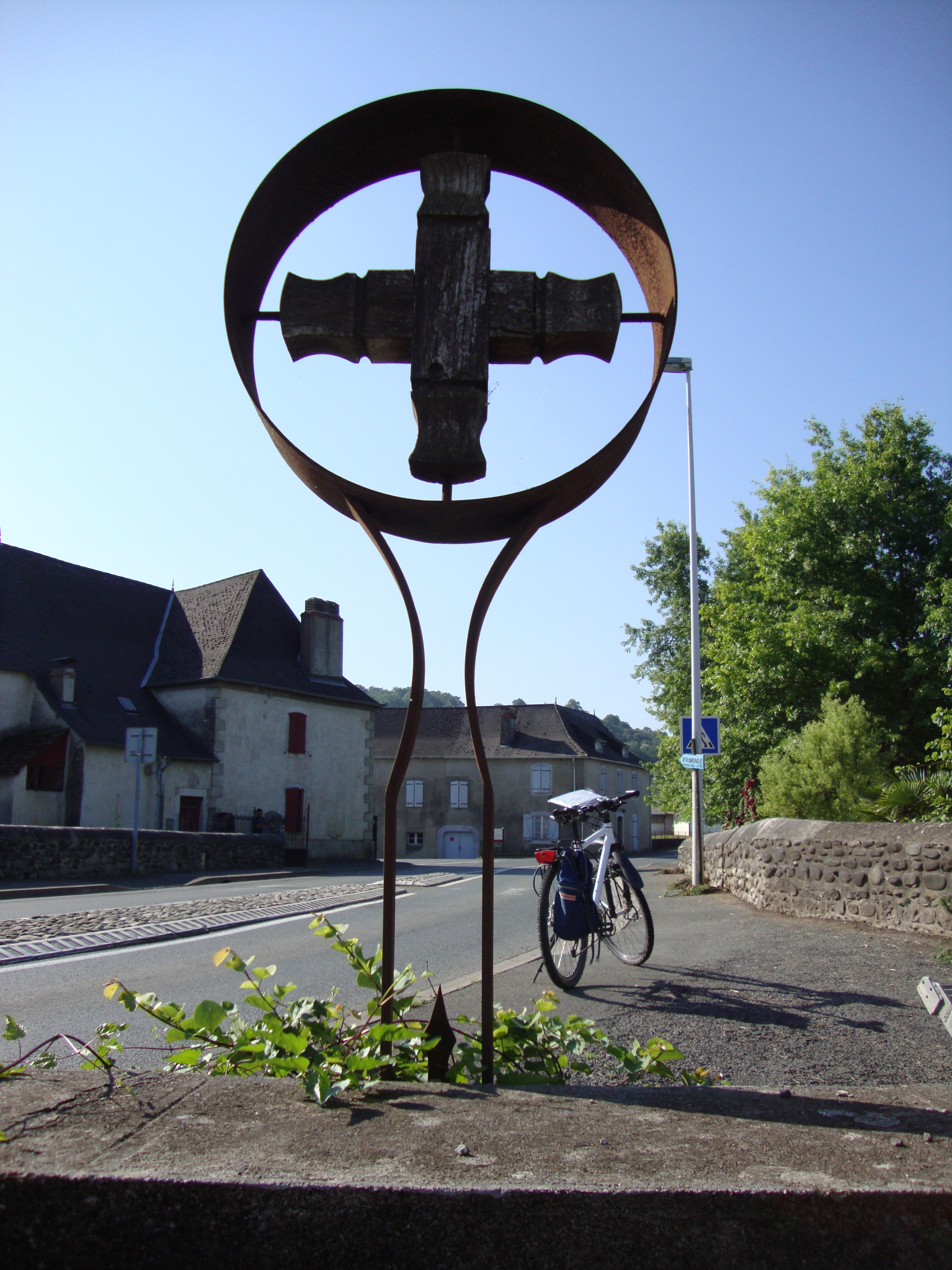
Wegekreuz im Stil einer scheibenförmigen Grabstele

    - dem Ihixart Erreka und
    - dem Ruisseau Cocostéguy.[3]

## Geschichte
Ein befestigtes Lager aus der Frühgeschichte am Zerra-Massiv im östlichen Teil des Gemeindegebiets und eine Verteidigungsanlage an der Stelle mit dem Flurnamen Gaztalaria im Süden der Gemeinde stützen die These einer Besiedelung seit der Urgeschichte. Das Gebiet war ursprünglich ein Baronat, das dem Vicomte der Soule unterstand. Ein Adelssitz, das um 1276 heute noch in Saint-Étienne zu sehen ist, erinnert daran. Sauguis ist bekannt durch den Sitz eines Laienklosters im Jahre 1327. Am 27. Juni 1843 haben sich die Gemeinden Sauguis und Saint-Étienne zur heutigen Gemeinde zusammengeschlossen.
Toponyme und Erwähnungen von Sauguis waren:
- Sauguis (1337, 1520, 1690),
- Apat Salguys (1347),
- Sauguis (1470, Verträge von Ohix, Notar von Soule, Blatt 11),
- Salguis (1657),
- Sauguis (1750, Karte von Cassini),
- Sauquis (1793, Notice Communale) und
- Sauguis (1801, Bulletin des lois).[5][4][6][7]

Toponyme und Erwähnungen von Saint-Étienne waren:
- Sent-Stephen (gegen 1475, Verträge von Ohix, Blatt 21),
- Saint Estienne und Sent Estephen (1690),
- Saint Etienne (1750 und 1793, Karte von Cassini bzw. Notice Communale) und
- Saint-Etienne (1801, Bulletin des lois).[4][5][6][8]

### Meteorit
Im Jahr 1868 wurde in der Nähe von Sauguis-Saint-Étienne ein Meteoritenfall beobachtet. Der gefundene Steinmeteorit des Typs L6 wog etwa vier Kilogramm und wurde unter dem Namen Sauguis offiziell registriert.

### Einwohnerentwicklung
Die Gemeinde erreichte einen Höchststand ihrer Größe mit rund 455 Einwohnern in der Mitte des 19. Jahrhunderts. In der Folge stagnierte die Einwohnerzahl in den folgenden Jahren bis auf 360, erholte sich bis zu den 1880er Jahren auf 440. In der Folgezeit setzte eine lang anhaltende, bis heute andauernde Phase der Stagnation ein.
| Jahr      | 1962 | 1968 | 1975 | 1982 | 1990 | 1999 | 2006 | 2009 | 2022 |
| --------- | ---- | ---- | ---- | ---- | ---- | ---- | ---- | ---- | ---- |
| Einwohner | 262  | 236  | 204  | 190  | 200  | 201  | 181  | 166  | 169  |

## Sehenswürdigkeiten

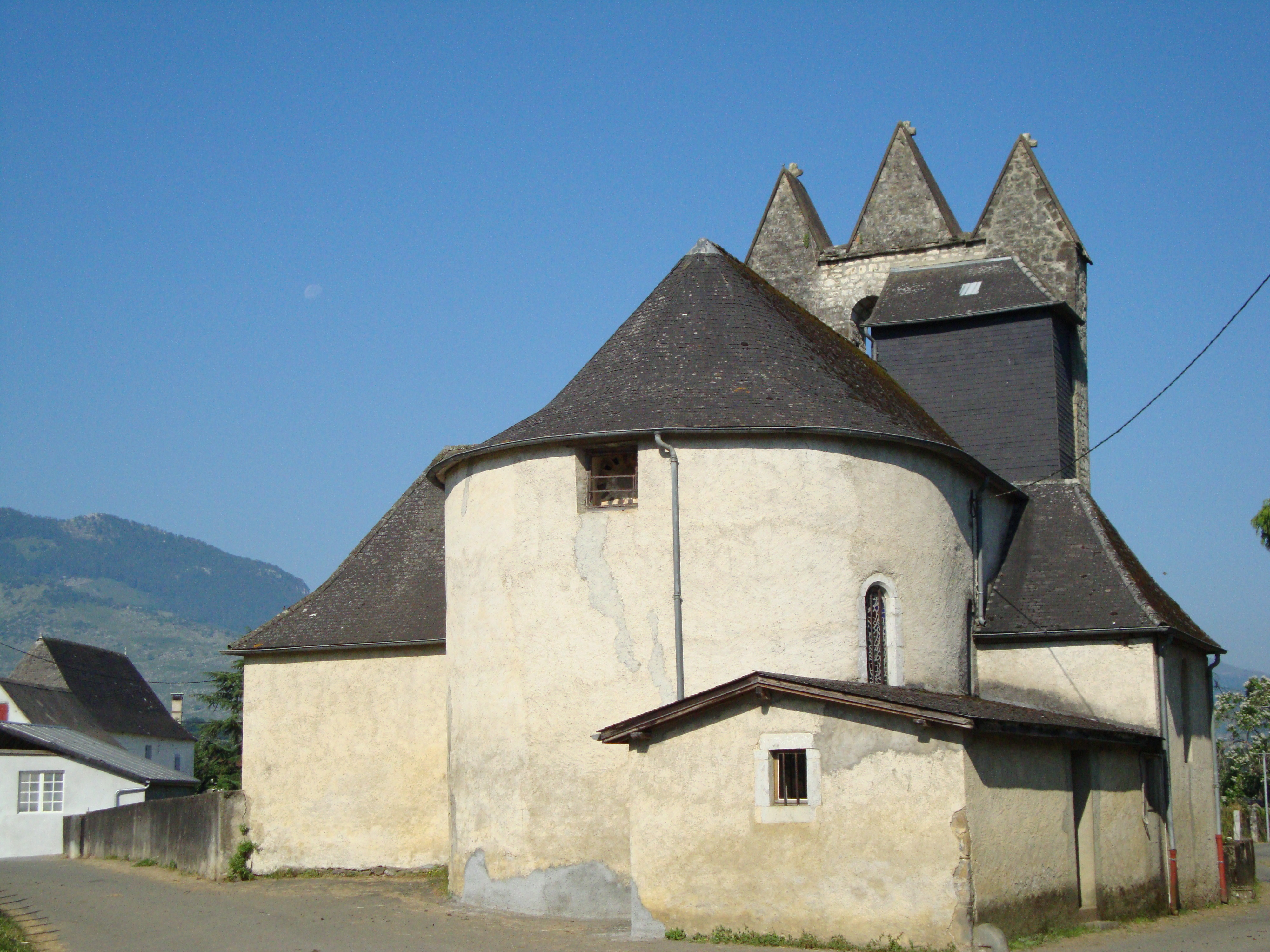
Apsis der Pfarrkirche Saint-Martin

- Pfarrkirche in Sauguis, geweiht Martin von Tours. Der Bau der im gotischen Stil gehaltenen Kirche erfolgte vermutlich zwischen dem späten 12. und dem frühen 16. Jahrhundert. Das für die Soule typische Architekturelement ist ihr Clocher trinitaire. Der Glockengiebel ist von zwei Öffnungen für die Glocken unterbrochen und läuft nach oben in drei Spitzdächer als Symbol für die Dreifaltigkeit aus. Das Kircheninnere birgt u. a. eine Statue aus polychromen Holz aus dem 17. Jahrhundert und ein Vortragekreuz.[11] Der rechteckige Hauptaltar ist mit Leder bedeckt und an seiner Vorderseite mit zwei Kreuzen versehen, deren vier Enden mit Schwertlilien verziert sind, christliche Symbole der Reinheit. Hinter dem Altar befindet sich das Altarretabel, das für baskische Kirchen vergleichsweise schlicht gehalten ist. Es ist auf einen großen Tabernakel aus Holz ausgerichtet. Darüber ist ein Kreuz platziert, über dem mehrere Cherubinenköpfe aus Wolken herausschauen. Zwei Skulpturen aus Holz in Gestalt von knienden Seraphim mit rundlichen Gesichtern und farbigen Wangen umrahmen das Retabel.[12][13] An einer Wand im Kircheninnern befindet sich eine Nische mit einer Öffnung in Rundbogenform. Sie ist vergleichsweise tief und dafür geschaffen, einen religiösen Gegenstand von mittlerer Größe zu schützen, der heute verloren gegangen ist. Heute ist ein Pult mit einem Drehfuß in der Nische untergestellt.[14] Eine scheibenförmige Grabstele lehnt außen an der Kirchenwand. Das Besondere an ihr ist das Motiv von drei nebeneinandergestellten, durchgestrichenen „S“. Sie erinnern an das „S“, das in Christusmonogrammen häufig um das „P“ gewickelt ist und für den Anfangsbuchstaben von „Salvator“ (deutsch Erlöser) steht.[15]

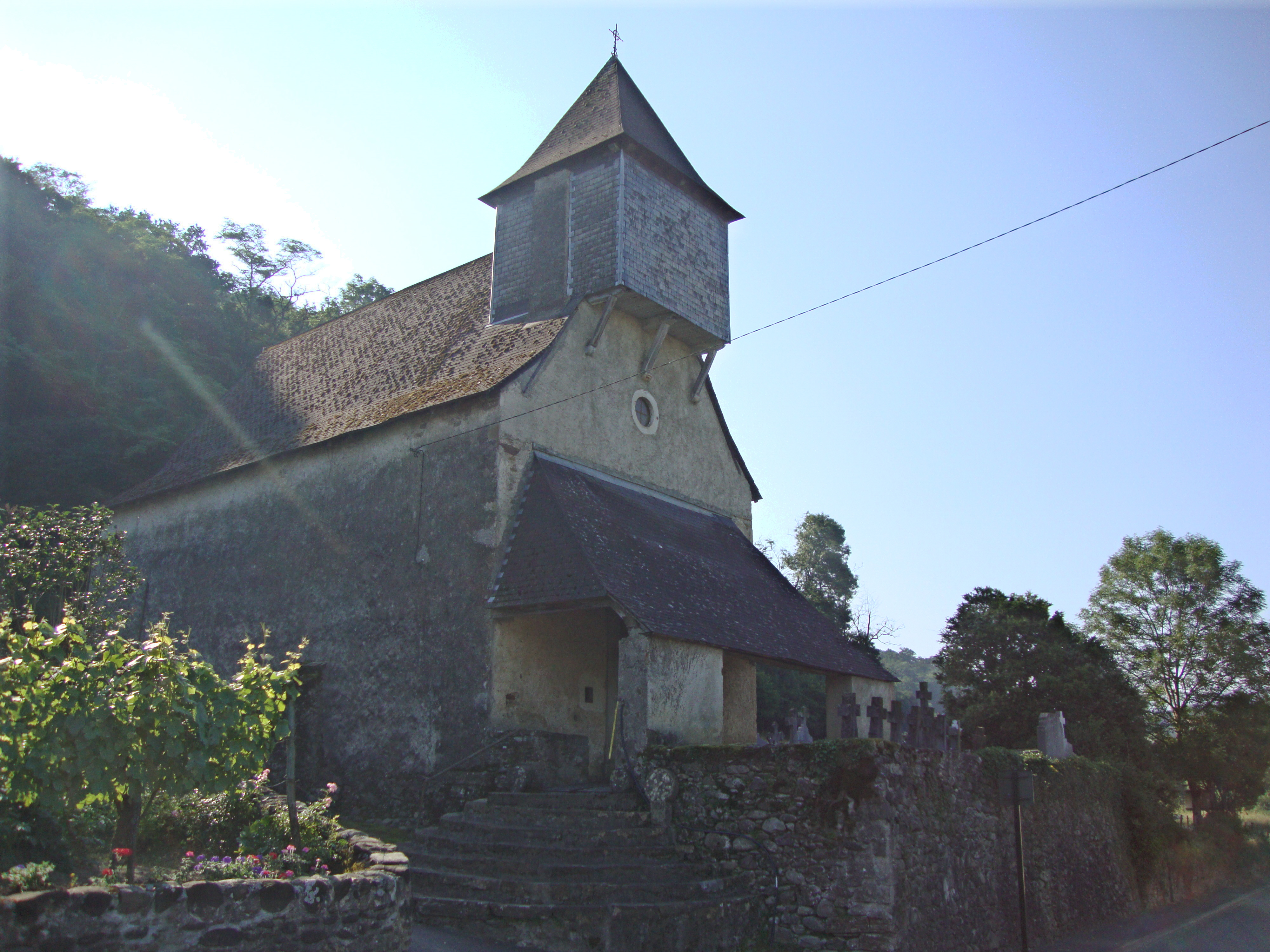
Pfarrkirche Saint-Étienne in Saint-Étienne

- Pfarrkirche in Saint-Étienne. Einst war Saint-Étienne zusammen mit Sainte-Engrâce das einzige Dorf mit einem Heiligen im Namen. Die Pfarrkirche ist folglich einem heiligen Stephanus geweiht. Das Datum ihrer Errichtung ist indes unbekannt.[16] Dafür sind Ausstattungsgegenstände der Kirche, die aus dem 17. und 18. Jahrhundert datieren, seit dem 18. Juli 1977 als Monument historique klassifiziert.[17] Die Einheit von Altar und Retabel im barocken Stil aus dem 17. und 18. Jahrhundert gehört dazu. Das Retabel ist pyramidenförmig aufgebaut, vollständig aus Holz gefertigt und bis auf die Gesichter der Figuren vergoldet. Es besteht aus zwei Ebenen, die an den Enden in Voluten auslaufen. Kleine Säulen strukturieren das Werk, das mit einer sehr großen Anzahl von Statuetten und Flachreliefs ausgestattet ist. Eine Sequenz von religiösen Figuren bestimmt die untere Ebene, in deren Mitte der Tabernakel integriert ist. Seine Tür illustriert in einem Relief das Motiv von Christus in der Rast. Er steht aufrecht mit gefesselten Händen und wartet auf seine Kreuzigung. Eine Büste Gottvaters, dessen Hand auf der Erdkugel ruht, befindet sich darüber. Im Mittelpunkt des Retabels ist eine Statue platziert, die Maria mit dem Jesuskind auf ihrem Arm darstellt.[18][19][20]

- Schloss Apphatia in Sauguis, vermutlich um das 14. Jahrhundert herum errichtet. Es war das Geburtshaus von Bertrand de Sauguis, einem baskischen Dichter des 16. Jahrhunderts und das Haus der Familie von Pierre Lhande (1877–1957). Das dreistöckige Haupthaus ist im hinteren Teil an ein zweistöckiges Gebäude gebaut, das zweifellos als Wohngebäude für die Bediensteten diente. Das Schloss zeigt typische Merkmale der souletinischen Architektur. Sein Dach besitzt beispielsweise eine starke Neigung von 45 ° bis 50 °. Diese Bauweise ist den klimatischen Bedingungen der Region geschuldet und vermeidet, dass sich im Winter der Schnee von den nahen Pyrenäen auf dem Dach zu sehr anhäuft und es durch sein Gewicht beschädigt. Das Schloss ist unlängst vollständig restauriert worden und dient heute als Wohngebäude.[21]

## Wirtschaft und Infrastruktur

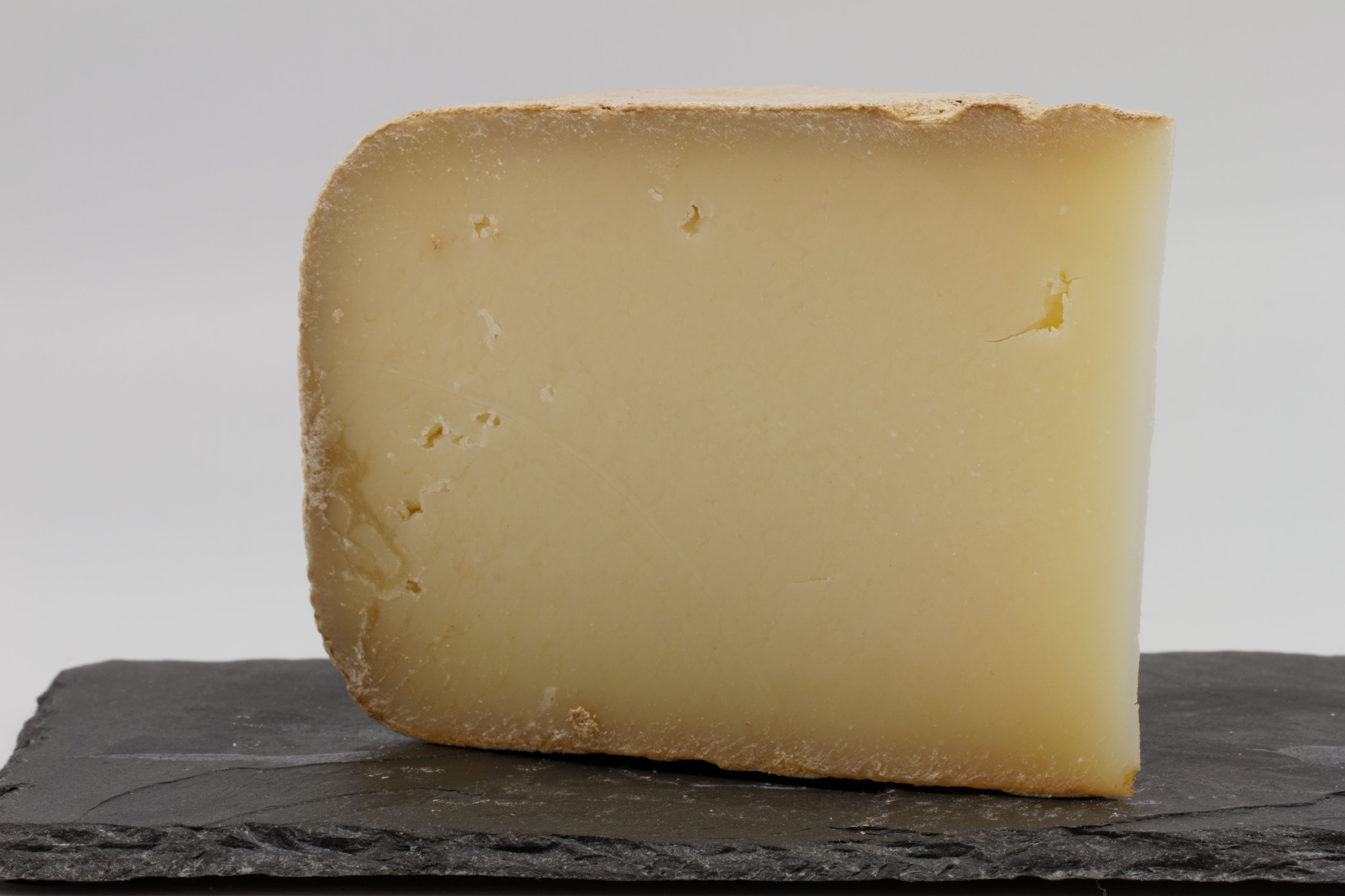
Ossau-Iraty

Landwirtschaft und Handwerk sind die wichtigsten Wirtschaftsfaktoren der Gemeinde.
Sauguis-Saint-Étienne liegt in den Zonen AOC des Ossau-Iraty, eines traditionell hergestellten Osserain-Rivareyte Schnittkäses aus Schafmilch, sowie der Schweinerasse und des Schinkens „Kintoa“.

### Sport und Freizeit
Ein mittelschwerer Wanderweg mit einer Länge von 12 km und einem Höhenunterschied von 580 m führt vom Zentrum der Gemeinde zur Kapelle La Madeleine im Gebiet der Gemeinde Tardets-Sorholus.

### Verkehr
Sauguis-Saint-Étienne ist erreichbar über die Routes départementales 149, 150 und 918 (ehemalige Route nationale 618) und ist über eine Linie des Busnetzes Transports 64 über Mauléon-Licharre mit anderen Gemeinden des Départements verbunden.

## Persönlichkeiten
- Jean-Bernard d’Uhart, geboren am 17. Juni 1765 in Uhart-Mixe, gestorben am 18. Mai 1834 in Sauguis, war Meisterschmied und Politiker. Er war Vertreter des souletinischen Adels in den Generalständen des 1. Juli 1789. Als sein Vater 1795 verstarb, erbte er seine Besitztümer, u. a. das Schloss Apphatia in Sauguis.

- Pierre Lhande, geboren am 4. Juli 1877 in Bayonne, gestorben am 17. April 1957 in Tardets-Sorholus, war Schriftsteller, Jesuitenpater und Mitgründer der Königlichen Akademie der Baskischen Sprache. Während seiner Zeit in Paris durchstreifte er die Arbeitervorstädte und schrieb Artikel über die Probleme des christlichen Lebens in dieser Umgebung. Pierre Lhande war einer der Pioniere auf dem Gebiet der Radiopredigten, seine erste Sendung wurde am 2. Januar 1927 ausgestrahlt. Bevor er gegen Ende seines Lebens sich in Tardets niederließ, lebte er einige Jahre auf dem Schloss seiner Familie in Sauguis. Er wurde auf dem Friedhof von Saguis beerdigt, wo auch heute noch seine Grabstätte zu finden ist.[25]